# Ганглиозиды

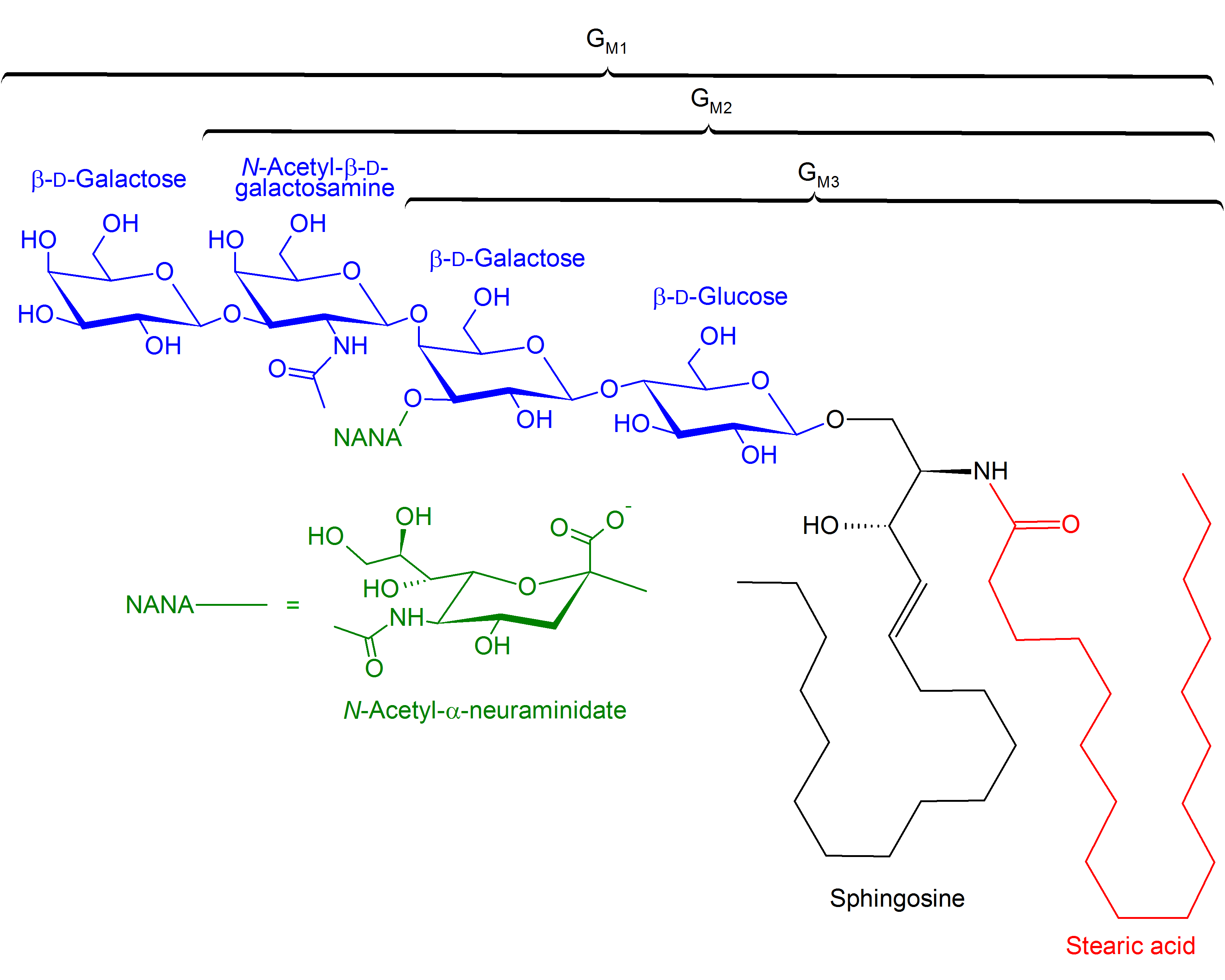
Структурные формулы GM1, GM2 и GM3 ганглиозидов

Ганглиози́ды — сложные по составу молекулы, состоящие из гликосфинголипидов, содержащих церамиды и олигосахариды, среди которых присутствует одна или несколько сиаловых кислот, например N-ацетилнейраминовая кислота (англ. NANA). Нейраминовая кислота представляет собой углевод, состоящий из 9 атомов углерода и входящий в группу сиаловых кислот. Таким образом, наличие в составе молекул ганглиозидов ацетилированных производных углеводов и сиаловых кислот способствует нейтральной реакции среды (рН 7), что отличает их от глобозидов.
Основная функция это образование клеточных контактов. Они присутствуют не только в нервной ткани,но и эритроцитах, гепатоцитах, клетках селезёнки. Ганглиозиды могут выступать как рецептор при взаимодействии с холерным токсином вызывает выход воды из клетки.